# Les Belles Images (roman)
Pour l’article homonyme, voir Les Belles Images.
Les Belles Images est un roman français de la philosophe, essayiste et romancière féministe Simone de Beauvoir publié en 1966. Le roman prend comme thème principal la problématisation des rôles sociaux et des images stéréotypes des femmes de la bourgeoisie pendant les années 1960 par la voie de la prise de conscience du personnage principal, Laurence.

## Présentation
Le roman met en scène la prise de conscience du personnage narrateur, Laurence. Tout en jonglant les rôles de mère, de femme dévouée, d'amante, de fille de parents vieillissants et sa vie professionnelle, Laurence tâche de se définir par rapport à ces images prédéterminées par la société qui sont parfois divergentes et problématiques. Laurence se demande tout au long du roman : « Qu'est-ce que les autres ont que je n'ai pas ? »
Laurence est une femme accomplie, qui mène une vie dorée à Paris. D'une trentaine d'années, elle s'est mariée jeune à un architecte moderne dans ses idées, a deux filles et un métier intéressant dans la publicité. Son métier et sa formation vécue lui ont toutefois appris à décoder les messages, à lire à travers les apparences mensongères et à examiner les mœurs sociales. Elle constate tout au long du roman que sa vie ne lui convient pas : elle la trouve froide et vide, tout comme les slogans qu'elle invente au travail. Elle prend un amant, mais une fois que la passion du début se tait, cette expérience ne parvient à la tirer de l'ennui. Son éducation paraît être la source de ses maux : elle lui a montré à bâtir sa vie sur des apparences, aux dépens de sa personnalité et de son épanouissement. Laurence comprend les limites de sa formation à travers sa sœur Marthe qui s'oublie dans la religion et sa mère Dominique, plaquée à 51 ans et prête à tout pour éviter la solitude, tout en cherchant à copier l'image de la femme indépendante réussie. Or sa fille aînée, Catherine, grandit et ouvre les yeux sur le monde. On lui enseigne à elle aussi à mettre de côté ses émotions et sa quête de répondre aux questions difficiles qu'elle se pose sur sa propre position face à l'univers. Laurence ne supporte pas que sa fille puisse devenir la femme insensible qu'elle est elle-même devenue. Terrassée par l’angoisse, elle ne parvient plus à se nourrir et en devient malade. C’est finalement au nom de l’équilibre du foyer que Laurence parvient à obtenir une chance que ses enfants soient différents.
Le roman est parmi les œuvres moins connues de Beauvoir, mais demeure néanmoins un texte important en ce qu'il nous permet un aperçu focalisé de la situation d'une femme contemporaine de l'époque.  La quête de Laurence est universelle, car l'histoire d'une femme qui cherche à se sentir à l'aise dans le flux des images contrariées de ce qu'est une femme accomplie, demeure toujours pertinent.[Interprétation personnelle ?]

## Personnages
- Laurence : personnage principal, voix narrative
- Jean-Charles : mari de Laurence, architecte moderne
- Vergne : collègue de Jean-Charles et dirigeant de la firme
- Lucien : amant et collègue de Laurence à Publinf
- Catherine : fille aînée de Laurence, affligée par les troubles du monde
- Brigitte : petite amie de Catherine, précoce
- Louise : fille cadette de Laurence
- Dominique Langlois : mère de Laurence
- Gilbert Mortier : conjoint de Dominique, millionnaire
- Marie-Claire : épouse de Gilbert qui refuse le divorce
- Patricia : jeune fille de Lucile de Saint-Chamont, de qui Gilbert tombe amoureux
- Lucile de Saint-Chamont : ancienne amante de Gilbert, mère de Patricia
- Marthe : sœur de Laurence, religieuse
- Hubert : mari de Marthe, beau-frère de Laurence
- Papa : père de Laurence, intellectuel reclus
- Serge : neveu de Papa qui cherche un emploi
- Gisèle et M. Dufrène : amis de la famille
- Les Thirions : amis de la famille
- Mona : amie et collègue de Laurence à Publinf
- Mlle Houchet : enseignante de l'enfance de Laurence qui apparaît dans ses pensées
- Goya : domestique de Laurence
- Mme Frossard : psychologue de Catherine

## Style littéraire

### Focalisation narrative
Les Belles Images est raconté du point de vue de l'héroïne, Laurence. La voix narrative oscille entre la représentation des événements que vit Laurence et la représentation de son dialogue interne, qui interrompt souvent l'enchaînement de la narration lorsqu'elle interagit avec ses expériences vécues. La narration est donc au style indirect libre, où les gestes et les pensées du personnage sont marqués par l'interchangeabilité des pronoms, des adverbes, du temps et du mode. Ce style de narration permet aux lecteurs de se déplacer ou même de se balancer entre la narration directe de la représentation des événements tels qu'ils sont perçus par Laurence et la représentation indirecte de ses pensées et des événements hors du présent, qui infiltrent la conscience du personnage narratrice.
Dans le texte, ces interruptions dans l'enchaînement de la narration à la troisième personne, vue par la perspective de Laurence, sont souvent marquées par des parenthèses, des tirets ou par l'emploi autrement non conventionnel de la première personne du singulier, qui sont insérés en plein milieu des phrases et des paragraphes. Parfois, l'emploi du pronom et le contexte sont les seuls indices aux lecteurs qu'il s'agit d'une oscillation de la focalisation narrative. Par exemple :
« « Aimer d'amour », dit papa. Est-ce que j'aime Jean-Charles - ai-je aimé Lucien - d'amour ? Elle a l'impression que les gens lui sont juxtaposés, ils n'habitent pas en elle ; sauf ses filles, mais ça doit être organique » (67).
Le dialogue entre personnages subit un effet similaire lorsque certaines phrases sont filtrées et re-racontées par Laurence, et sont ainsi indiquées par l'absence de tirets, tandis qu'il y a d'autres instances où les personnages parlent pour eux-mêmes. Ce genre de dialogue est indiqué par l'emploi du mode conventionnel. La focalisation du personnage et l'emploi du style indirect libre créent l'illusion narratologique qu'on a accès à la perspective intérieure de Laurence en temps réel.

### Ellipses
La chronologie du roman suit les conventions du temps, à part quelques interruptions plus évidentes dans le chapitre 4, où Laurence semble narrer le voyage qu'elle fait en Grèce avec son père antérieurement quand elle est malade lors d'une crise psychologique. L'ellipse temporelle est marquée par quelques ruptures qui sont des interruptions par Marthe (156 et 168) et encore par Jean-Charles (169 et 180), avant que la narration rattrape le présent de l'enchaînement des événements, qui conclut le roman.

### Héroïne problématique
Dans une correspondance en 1969, Simone de Beauvoir a remarqué : « Il y a dans le roman une 'héroïne problématique' - comme Mme Bovary par exemple - et c'est Laurence, pauvre paumée, qui avec ses pauvres moyens découvre la société où elle vit ». Beauvoir avait explicitement voulu que Laurence soit une héroïne problématique positive, malgré la réception défavorable que ce choix a parfois engendré (103). Dans ses mémoires, Tout compte fait, Beauvoir constate que : « surtout, je ne me sens pas astreinte à choisir des héroïnes exemplaires. Décrire l'échec, l'erreur, la mauvaise foi, ce n'est, me semble-t-il, trahir personne ». Les personnages du roman, et surtout l'héroïne, Laurence, ne sont expressément pas des archétypes exemplaires, mais bien des représentations de personnes réelles.
La recherche des valeurs authentiques dans un monde dégradé est un trope romanesque qui vient de préoccupations relevant de la sociocritique et qui semble remplacer l'archétype du héros traditionnel afin de répondre aux demandes de notre société moderne et conformément consommatrice.

## Résumé

### Chapitre 1
Laurence et sa famille passent un weekend agréable à Feuverolles, la maison de campagne de sa mère Dominique et de son conjoint millionnaire, Gilbert. La scène est, selon Laurence : « l'image parfaite qu'ont reproduite Plaisir de France et Votre Maison » (7). Sa sœur, surnommée Sainte Marthe, s'occupe des enfants. Jean-Charles, Gilbert, Hubert et les Dufrènes discutent des stéréos de haute fidélité, à des voyages prévus à Balbek (10), de leurs métiers et aussi des images de la métropole utopique du futur. Laurence demeure tranquille, réservée à ses observations, avant d'être invitée à se joindre à sa mère dans sa chambre. On apprend que Dominique et sa fille ont une relation étroite. Ensemble elles regardent le reflet de Dominique dans le miroir. Malgré l'image d'une femme de 51 ans qui vieillit bien, Dominique craint sa vieillesse, le refus de l'ex épouse de Gilbert, Marie-Claire, de lui accéder le divorce pour le contrarier ; elle se sent rapetissée à cause de sa quasi-dépendance envers son conjoint sur le plan social. Sa mère est pour Laurence une énigme et une étrangère (11).
De retour à Paris, Laurence se jette dans son travail et cherche un slogan pour vendre des panneaux de bois (21). Elle est interrompue par sa fille aînée, Catherine, qui est déconcertée par la question de « pourquoi est-ce qu'on existe ? » (26) Laurence s'efforce de répondre d'une manière qui satisfera sa fille et commence à se faire des soucis au sujet de l'état émotionnel de ses enfants. Le lendemain, au travail, Laurence s'inquiète toujours pour Catherine et pense à son mari, Jean-Charles, et aussi à son amant et collègue, Lucien, qui exige de plus en plus de ses attentions, malgré l'ennui que cela soulève en elle. Le soir, elle passe chez son père pour lui demander son avis sur Catherine. Le père de Laurence est pour elle un genre de sage qui vit selon ses principes humanitaires en dépit des exigences sociales. C'est un homme solitaire, qui est l'amour de sa vie (33). Le père de Laurence accepte de soulager Catherine lors d'une visite chez eux. Il y a un désaccord entre Jean-Charles et Laurence par rapport à Catherine : « Pour lui, l'intérieur n'est pas aussi important que l'extérieur et Laurence commence à comprendre que si l'individu perd son empathie, c'est la faute de la société » (4).

### Chapitre 2
Le deuxième chapitre s'ouvre par un coup de fil de Gilbert et une supplication que Laurence vienne lui parler concernant Dominique. Gilbert lui annonce qu'il est tombé amoureux d'une jeune fille de dix-neuf ans, Patricia, qui est aussi la fille d'une ancienne amante, Lucile de Saint-Chamont. Son épouse consent enfin à divorcer à condition qu'il épouse Patricia (et non Dominique). Laurence est éblouie par cette proclamation et refuse de collaborer avec Gilbert lorsqu'il demande qu'elle soulage sa mère. Le lendemain, elle passe par l'appartement de Dominique qui est bouleversée par la décision de Gilbert et planifie de lui rendre le mauvais coup. Dominique se sent dupée et prise par son désespoir. Elle annonce pitoyablement : qu' « à cinquante et un ans on ne refait pas sa vie » (51). Laurence est surprise, même dégoûtée, par la rage théâtrale de sa mère. Malgré ses supplications, Laurence rentre au foyer soucieuse pour sa mère et convaincue qu'elle cherchera un moyen imprudent de se venger contre Gilbert.
Laurence retrouve chez elle l'amie de Catherine, Brigitte, et constate que c'est sans doute cette amitié avec une fillette précoce qui est l'instigatrice des soucis de sa fille. Pourtant, elle est charmée par Brigitte et se rappelle comment l'amitié (ou pour Laurence, l'absence d'une amitié d'enfance) est important dans la formation des jeunes filles (56-57).
Le lendemain soir, Laurence se retrouve dans l'appartement de Lucien, son amant, où elle contemple le statut de sa situation, tout en faisant des comparaisons avec Jean-Charles et avec sa vie en dehors de leurs relations intimes. Lucien devient de plus en plus sentimental et soucieux de son futur avec Laurence. Il renouvèle ses supplications que Laurence se permette de lui offrir plus que des miettes de sa vie (76) et elle constate que la passion initiale entre eux s'est achevée. Plus tard, en observant son mari, Laurence se demande : « Pourquoi Jean-Charles plutôt que Lucien ? » (65) et conclu que tout lui est arrivé par hasard dans la vie, pourtant elle n'a aucun regret (66-67). Sa collègue Mona vient travailler chez elle et ensemble les deux femmes discutent un peu de la situation de Laurence. Puis, sa sœur Marthe arrive à l'improviste pour convaincre Laurence d'envoyer Catherine au catéchisme et lui « faire faire sa première communion » (75). En désespoir, Laurence confie à Marthe que Catherine se questionne beaucoup sur sa propre existence et Marthe évoque le fait que cette instabilité est le résultat d'une absence de religion dans la vie de la fillette. Laurence refuse brusquement cette opinion et demande plutôt à Brigitte de ne plus raconter à Catherine les histoires malheureuses des actualités (80).

### Chapitre 3
Laurence continue à réfléchir à la question de Catherine et tente de rassembler ses propres opinions sans succès. Elle régurgite les philosophies des autres, les compare, les commente, sans jamais en tirer sa propre conclusion. Jean-Charles semble de plus en plus désagréable et agité à cause des difficultés qu'il vit au travail, donc Laurence offre de conduire lorsqu'ils partent ensemble pour passer le weekend de nouveau à Feuverolles. Depuis sa rencontre avec Gilbert, Laurence avait hésité à partager l'identité de l'amante de Gilbert avec sa mère. En arrivant à la campagne, il est apparent que Dominique a mal compris la situation : elle est convaincue que Gilbert va reprendre son ancienne flamme, Lucile de Saint-Chamont, et ne sait pas encore qu'il s'agit de sa fille, Patricia. Dominique rêve toujours de se venger et élabore un plan pour le déposséder de Lucile. Au salon, il y a un discours amical sur la technologie du futur avec M. et Mme. Thirion et les Dufrène, avant que Gilbert intervienne pour demander à Laurence d'assumer la responsabilité d'informer Dominique sur Patricia (96-97). Laurence se sent prise dans une position difficile, mais résiste toujours à dire la vérité. Gilbert part brusquement et l'échange d'idées intellectuelles continue un peu comme avant, malgré le silence et le tumulte interne de Laurence.
Il y a ensuite une ellipse qui saute les détails d'un accident de voiture, que Laurence raconte antérieurement (101). C'est la répression d'une situation traumatique : Laurence a fait une embardée pour éviter un jeune cycliste qu'elle aurait autrement renversé. Elle croit avoir bien réagi, mais Jean-Charles est d'une autre persuasion - il regrette que l'auto soit massacrée à la place du cycliste et cela empire sa mauvaise humeur. C'est son père qui arrivera pour encourager Laurence le lendemain. Par voie de l'échange entre eux, Laurence constate qu'elle doit : « désencombrer [s]a vie » et en finir avec Lucien (107), et elle décide de sortir avec lui ce soir même pour le faire. Son échange avec Lucien (110) reprend sur le même ton et dans les mêmes termes, parallèles à l'argument de Gilbert. Laurence rentre libre et sans regrets.
Au travail, ses entretiens avec Lucien sont tendus, mais Laurence doit s'excuser brusquement pour rejoindre sa mère qui vient d'apprendre la vérité de Gilbert. Furieuse, elle reprend avec ardeur son complot de ruiner le mariage de Gilbert en écrivant une lettre à Patricia pour l'informer que sa mère est l'ancienne amante de son fiancé. Laurence la supplie de résister à la vengeance, mais apprend le lendemain que Dominique a exécuté son plan. En arrivant de nouveau chez sa mère, Laurence découvre que Gilbert est venu avant qu'elle n'arrive pour agresser et humilier Dominique après avoir vu la lettre qu'avait lue Patricia. Les deux femmes sortent ensemble pour reprendre un peu leur souffle, mais Dominique semble désespérée et rompue.
La situation de Laurence devient de plus en plus complexe : Catherine vient de présenter un bulletin avec des notes médiocres, ce qui enrage Jean-Charles, qui conclut par la suite d'envoyer Catherine chez un psychologue afin de discerner la cause de ses difficultés. Laurence s'oppose à l'idée, mais finit par céder aux exigences de Jean-Charles pour maintenir la paix au foyer. Jean-Charles accuse Laurence d'être trop susceptible et constate que Catherine prend modèle sur elle. Il maintient qu'ils devraient tenter d'intervenir dans l'amitié de Catherine et de Brigitte afin d'éviter que Catherine s'aggrave. Pour compenser leur malentendu, Jean-Charles achète pour Laurence une parure extravagante et une caméra à Catherine. La famille fête la nouvelle année ensemble chez Marthe, incluant les deux parents, qui semblent mieux à l'aise ensemble qu'auparavant. Le père de Laurence l'invite à voyager avec lui en Grèce pour voir les ruines du monde ancien et elle acquiesce.

### Chapitre 4
Ce dernier chapitre s'ouvre sur une référence à un film surréaliste de Luis Buñuel où les personnages puissent refaire leurs vies, mais rentrent malgré eux dans les mêmes obstacles (153). Tel est le point de vue fataliste de Laurence lorsqu'elle tombe malade au lit, ne pouvant rien manger, dans un genre de coma anorexique. De son lit, Laurence raconte le souvenir de son voyage en Grèce avec son père. Cette narration est interrompue par quelques interventions du présent, où Marthe et puis Jean-Charles viennent la nourrir et tentent de la faire consentir à voir un médecin.
Lors de ses vacances, Laurence observe une jeune fille qui danse dans la rue :
« Une petite fille s'est mise à danser, elle avait trois ou quatre ans; minuscule, brune, les yeux noirs, une robe jaune évasée en corolle autour de ses genoux, des chaussettes blanches; elle tournait sur elle-même, les bras soulevés, le visage noyé d'extase, l'air tout à fait folle. Transportée par la musique, éblouie, grisée, transfigurée, éperdue. Placide et grasse, sa mère bavardait avec une autre grosse femme, tout en faisant aller et venir une voiture d'enfant avec un bébé dedans; insensible à la musique, à la nuit, elle jetait parfois un regard bovin sur la petite inspirée. [...] Une charmante fillette qui deviendrait cette matrone. Non. Je ne voulait pas. [...] Petite condamnée à mort, affreuse mort sans cadavre. La vie allait l'assassiner. Je pensais à Catherine qu'on était en train d'assassiner » (158).
Son père l'informe qu'il reprend avec sa mère, Dominique, après avoir vécu séparément pendant plusieurs années. Il raconte que Dominique est devenue plus mature depuis la cassure avec Gilbert, et qu'ils se sentent bien ensemble (176). La rectification du mariage de ses parents semble déranger Laurence, qui perd un peu de confiance dans le jugement de son père et fait même référence au Complexe d'Œdipe (179). Le retour à Paris est heureux, mais Laurence est troublée par le diagnostic du psychologue qu'avait vu Catherine : Jean-Charles insiste que Catherine et Brigitte soient séparées et qu'ils inventent des stratégies pour la détourner, comme par un voyage à Rome pour la fête des Pâques, et des leçons d'équitation. Laurence est épuisée et n'en peut plus. Elle prend le lit en signe de protestation.
Le roman se conclut sur l'affrontement des époux, où Laurence prend enfin la situation en main et insiste que Catherine puisse passer la fête des Pâques chez son amie Brigitte. Elle défend l'importance de l'amitié chez les jeunes filles et condamne qu'on force Catherine de s'assimiler aux attentes qu'on lui impose, qui nuiront à son indépendance et à son bonheur. Jean-Charles, qui a toujours voulu satisfaire Laurence, acquiesce, et l'équilibre du foyer est rétabli. Laurence se contemple dans son miroir en concluant : « les enfants auront leur chance. Quelle chance ? elle ne le sait même pas » (183).
Dans l'étude littéraire du roman, il y a des indices que certains lecteurs trouvent la conclusion du roman insuffisante : un des volumes du journal Simone de Beauvoir Studies a publié un cinquième chapitre imaginaire écrit par une étudiante du Manitoba en 2000, qui envisage une fin qui lui semble encore plus satisfaisante.

## Analyse et commentaires

### Thèmes et images récurrentes

#### La technologie
La technologie et les prédictions que font Jean-Charles, Dufrène et d'autres personnages qui représentent les intellectuels et les élites dans le roman sont une thématique récurrente dans leur discours. En tant qu'architectes, ce n'est pas surprenant que ces individus s'intéressent à la modernité et à l'urbanisation. La société technocratique représente les temps modernes. Certaines visions de Jean-Charles portent un air hyperbolique qui vient du genre de la science-fiction en ce qui concerne la construction des hypothèses pour le futur (11).
Tout comme chez le genre de la science fiction, les prédictions de Jean-Charles sont parfois marquées par une précipitation irréaliste, surtout lorsqu'il présume que nous aurons fait l'exploration de tout notre système solaire avant 1985 (26). C'est un exemple d'optimisme extrême chez les intellectuels de l'époque. Pourtant, la confiance que font ces personnages, comme Jean-Charles, en le futur est aussi mal placée qu'aucune autre : c'est toujours une image de l'utopie qui n'est pas fondée dans la réalité du présent. Ce sont des altérités scientifiquement possibles, mais logiquement improbables. Dans les réflexions de Laurence, elle reprend parfois la thématique de Jean-Charles de vouloir vivre dans le métropole du futur (34), mais elle constate que vivre dans le présent est pour elle suffisant (61).
Le thème récurrent de la technologie et le rêve d'un futur utopique où la société est mécanisée qui se réalisera jamais, servent à illustrer qu'il y en a une lacune entre l'image et la réalité. Les messages sous-entendus dans l'idée qu'on est toujours, et à jamais, à l'aube d'un mouvement technocratique est un autre exemple des contradictions éthiques qui aggravent l'angoisse de Laurence (103).

#### Les fleurs
L'image des fleurs est filée subtilement au long du roman. En tant que symbole traditionnel de la féminité, les fleurs qui paraissent dans certaines scènes peuvent servir aux lecteurs d'indices de l'état des femmes et comment elles appréhendent leur condition féminine dans chaque situation. Les roses, les chrysanthèmes, les astres et les dahlias dans la scène d'exposition sont, comme les personnages féminins, « les plus beaux de toute l'Île-de-France » (7). Quand Laurence se sent gênée, elle hésite à prendre la parole et semble étrangler ses fleurs : « roses, rouges, jaunes, orangés, elle serre dans sa main les dahlias magnifiques » (14). De retour à son foyer, les fleurs s'harmonisent parfaitement avec son décor, comme si : « tout ce qu'elle touche se change en image » (21). Après une querelle avec Jean-Charles, un bouquet de roses rouges imprègne l'appartement pour signaler le retour de la paix entre les époux (136), et encore, tous les vases remplis de fleurs quand elle rentre des vacances (170).
Lors des visites chez sa mère, les fleurs qui paraissent dans son appartement reflètent aussi le sens de sa situation : en premier lieu, « un énorme bouquet de fleurs jaunes et aiguës qui ressemblent à de méchants oiseaux » (49 et 100), lorsque Gilbert vient de rompre avec elle ; puis, l'image de la fleur d'oranger au mariage de Gilbert à Patricia (114), ce qui implique l'espoir en dépit des saisons de la vie naturelle ; ensuite, « un vase renversé, des tulipes éparpillées » (123) suivant l'agression de Gilbert ; en dernier lieu, les fleurs « printanières dans le salon » de Dominique (176 et 178) qui parviennent du père de Laurence, symbolisant le début d'une nouvelle ère.

#### Les voix cycliques
À plusieurs reprises, Laurence s'imagine que les situations qui l'entourent se reproduisent en même temps, dans des espaces étrangers, de manière parallèle : « (Juste en ce moment, dans un autre jardin, tout à fait différent, exactement pareil, quelqu'un dit ces mots et le même sourire se pose sur un autre visage [...]) » (7-8). L'écho cyclique est, pour la narratrice, un moyen d'indiquer sa conviction innée qu'il y a dans l'univers d'autres femmes qui partagent la même image, ou qui vivent la même situation qu'elle (137). Ces références deviennent moins fréquentes avec la progression de la narration.
Le souvenir des paroles des autres personnages suivent Laurence tout au long de la narration et envahissent ses pensées à plusieurs reprises. Elle revoit souvent l'image de sa mère enragée, entend l'écho de Lucien, de Gilbert et de Jean-Charles dans sa conscience. Selon Kalinowska : « Ce procédé de citation qui efface les marques apparentes de la présence subjective correspond parfaitement au désir de l'auteur de 'faire parler le silence' [...] [et] Laurence elle-même donne l'impression de se réduire à leur simple support physique » (282). Une des instances des voix cycliques qui est particulièrement intéressant est celle de Mlle Houchet, qui s'infiltre au hasard tout au long du roman (11, 25, 43, 95 et 175), et qui semble symboliser le souvenir de la formation de Laurence lors de son enfance.

### La dimension philosophique du roman

#### L'existentialisme
Entre mêlé dans la situation de Laurence il y a un désir de vouloir prendre conscience de soi-même, de s'auto-justifier (282). La question qui lui est posée par sa fille, Catherine : « pourquoi est-ce qu'on existe ? » (26) marque le début d'une quête de non seulement pouvoir lui répondre, mais d'arriver à un accord qui sonne bien en sa personne. L'intrigue du roman est donc comment Laurence réussit à résister aux doctrines qui paraissent être prédéterminées pour elle, afin de construire l'essence de sa vie par ses propres actions - ce qui est la thèse fondamentale de la philosophie de l'Existentialisme. Étant donné que Simone de Beauvoir et Jean-Paul Sartre se sont intellectuellement influencées, il y a dans Les belles images plusieurs vestiges littéraires de l'existentialisme sartrien. Malgré sa capacité d'obtenir une chance que ses enfants soient différents, il demeure vers la conclusion du roman, l'impression que Laurence ne réussit pas complètement à s'échapper de sa situation (181).

#### La société de consommation
La stéréo hi-fi de Gilbert (12-13) est l'image de sa richesse - une image que Jean-Charles et les autres semblent vouloir saisir pour eux aussi. L'exception au désir de consommer est le refus du père de Laurence qui vit en reclus. En revanche, son père n'a pas d'installation haute fidélité, mais il vit par des principes qui, selon Laurence, ont une vraie valeur (35). Dominique l'avait laissé pour avoir été trop médiocre (178). De son côté, Dominique imite toujours l'image et la mode d'une autre femme à succès (34), tant qu'elle semble les consommer un après l'autre comme des produits interchangeables.
La culture de l'image qui domine le travail publicitaire de Laurence et sa formation dans ce domaine font qu'elle se considère comme une image abstraite, donc, un produit à être consommé (167). Selon Bertrand, Beauvoir a voulu que Laurence soit l'exemple d'une tentation dans la bourgeoisie française de l'époque de rejeter la société de consommation et de tomber dans l'indifférence : « Un sentiment est exprimé par Laurence qui est plus profond, plus grave encore que l'échec qu'elle avoue. Ce sentiment est celui de la tentation de l'indifférence, indifférence aux êtres, aux situation et aux êtres en situation ». Dans un essai sur Les belles images, Penrod avait conclu que le roman sert de miroir qui reflète les consommateurs riches qui sont en vérité, très pauvres sur le plan de la morale (174).
La critique de la société de consommation est parmi les thèmes qui reviennent assez souvent dans les autres œuvres de Simone de Beauvoir, surtout dans le chapitre intitulé : Le point de vue du matérialisme historique dans Le Deuxième Sexe. La naissance du matérialisme est, selon Beauvoir, le début de l'histoire de la défaite du sexe féminin (100).

### Rapports avecLe Deuxième Sexe
De manière générale, Le Deuxième Sexe postule que :
« La féminité n'est qu'une construction sociale et historique, présentée comme naturelle pour justifier la domination masculine. [...] Face à ce problème de la condition féminine, Simone de Beauvoir adopte explicitement la perspective de la morale existentialiste selon laquelle l'être humain ne trouve sa valeur que dans l'exercice de sa liberté ».
Selon Kalinowska, Les Belles Images « paraît jeune » en comparaison avec Le Deuxième Sexe, car la situation de la condition féminine est soi-disant « en train de s'arranger », mais la situation de Laurence porte néanmoins un trait d'ironie par rapport à ce fait (277).

#### La maternité
L'incident avec le cycliste engendre le questionnement de l'instinct maternel de Laurence. Elle conclut que Jean-Charles : « c'est un autre moi-même [...] nous sommes solidaires. J'ai agi comme si j'avait été seule. Mais faire courir un danger à mes filles pour épargner un inconnu, qu'elle absurdité ! » (104). Cette scène revient aussi au Deuxième sexe et à l'idée du déséquilibre maternel, où une femme qui est « profondément mère » au point où elle put s'enrager contre ou même devenir inconsciente de son mari (385).
Laurence s'identifie à sa fille, Catherine. Son père le remarque : « c'est Catherine qui te ressemble le plus. À son âge, tu avais cette gravité » (104). L'instinct maternel de vouloir protéger Catherine est donc renforcé par l'image de la petite Laurence qu'elle porte en elle. Laurence termine donc, pour vouloir corriger les fautes de sa propre formation, en libérant ses enfants des contraintes qui l'ont elle-même mutilée (122 et 134). Cette décision de Laurence fait allusion à la situation de la maternité telle qu'elle nous est décrite dans Le deuxième sexe : « il y a des femmes qui sont assez satisfaites de leur vie pour souhaiter se réincarner en une fille ou du moins pour l'accueillir sans déception ; elles voudront donner à leurs enfants les chances qu'elles ont eues, celles aussi qu'elles n'ont pas eues : elles lui feront une jeunesse heureuse » (374). Ce thématique est aussi présent dans les mémoires de Beauvoir, Une mort très douce vu dans le rapport entre Simone et sa mère, Françoise de Beauvoir.

#### Le mariage
Dans la situation de la femme mariée telle qu'elle est décrite dans Le Deuxième Sexe, on retrouve la conviction que se marier est pour la femme devenir un « autre » face au statut de l'homme - le mari (220). Pour Laurence dans Les Belles Images, cette impression est déployée lorsqu'elle remarque qu'elle ressent qu'elle n'a pas son propre destin :
« L'amour, la maternité, c'est un choc émotionnel violent, quand on se marie très jeune, et qu'entre l'intelligence et l'affectivité il ne s'est pas encore établi un harmonieux équilibre. Il me semblait n'avoir plus d'avenir : Jean-Charles, les petites avaient un ; moi pas ; alors à quoi bon me cultiver ? » (43).
De façon exacte, Beauvoir décrit la situation de la femme mariée jeune :
« La jeune fille apparaît-elle comme absolument passive [.] [...] Ils cherchent dans le mariage une expansion, une confirmation de leur existence mais non le droit même d'exister ; c'est une charge qu'ils assument librement. [...] [Ce] n'est pour eux qu'un mode de vie, non un destin » (232).

#### La vieillesse
Les Belles Images commence et se termine par deux scènes parallèles : Dominique se regarde dans son miroir à Feuverolles (16), puis Laurence (183). Dans ces scènes, on retrouve la lutte que font les femmes contre le vieillissement tel qu'il est décrit dans la situation de la maturité à la vieillesse du Deuxième Sexe (456). Beauvoir décrit la situation dangereuse en expliquant que la femme vieillissant doit bien se poser des questions lorsqu'elle se regarde au miroir : « que deviendra-t-elle quand elle n'aura plus de prise sur [les hommes] ? [...] elle se sent touchée par la fatalité même de la mort » (451). Ce sentiment a un écho fort dans les pleurs de Dominique lorsqu'elle accepte enfin la rupture finale avec Gilbert : « Je n'ai plus qu'à mourir » (124). Une fois que les femmes ressentent qu'elles perdent leur virilité, elles souffrent de ne plus pouvoir retrouver leur équilibre. Les belles images nous fournit d'excellents et de tragiques exemples de cette lutte.
D'ailleurs, la situation de Gilbert qui opte d'épouser la fille d'une de ses anciennes amantes est peut-être aussi la réécriture du témoignage de Mme B.Z. qui nous est fourni dans Le Deuxième Sexe (455-456).

#### La modernité et la femme qui réussit
Il y a, chez Laurence, un désir d'échapper aux lacunes de l'image fausse à l'égard des hommes, qui semblent pouvoir partager avec elle la capacité d'être pour-soi. Sur le plan physique avec Jean-Charles, puis Lucien, puis sur le plan philosophique avec son père ; Laurence découvre après quelque temps que les hommes dans sa vie ne peuvent lui secourir de son anxiété (110). En décrivant la situation de la femme indépendante dans Les Belles Images, Beauvoir explique : « [qu'] il est naturel que la femme essaie de s'échapper de ce monde où souvent elle se sent méconnue et incomprise [...] elle se sentent écrasées par l'univers de la culture parce que c'est un univers d'hommes : elles ne font que balbutier » (622).
Le personnage de Laurence symbolise l'image de la femme moderne, de la femme qui réussit à atteindre une indépendance malgré les difficultés de sa vie. Au premier aperçu, on retrouve en elle la réécriture de la femme indépendante du Les Belles Images. Dominique insiste : « Toute ma vie j'ai lutté. [...] Tu trouves ça beau d'arriver par soi-même ! Tu ne sais pas ce que c'est. Ce qu'il faut faire, et subir, surtout quand tu es une femme. Toute ma vie j'ai été humiliée » (114-115). Il y a dans cette déclaration un élément de désespoir qui illustre un trait d'intonation ironique. Bien que Laurence semble avoir réussi à la modernité et à l'indépendance pour laquelle Les Belles Images avait argumenté, elle se retrouve néanmoins rompue et dépitée : « Vieille et seule : c'est atroce. [...] Dominique pleure. Sous les masques, il y a une femme de chair et de sang, avec un cœur, qui se sent vieillir et que la solitude épouvante ; elle murmure : 'une femme sans homme est une femme seule' » (115-116).
Bien que dans Les Belles Images se construit à la surface l'image que : « le féminisme aujourd'hui, c'est dépassé » (99), la vraie situation de la condition féminine que décrit Beauvoir dans Le Deuxième Sexe ne peut résister à influer sur la prise de conscience des personnages féminins dans le roman.

## Éditions
- Éditions Gallimard, coll. « Blanche », 1966
- LGF, coll. « Le Livre de poche » no 3217, 1971
- Gallimard, coll. « Folio » no 243, 1972